# The Martha Mitchell Effect
The Martha Mitchell Effect ist eine US-amerikanische Netflix-Dokumentation von Anne Alvergue und Debra McClutchy aus dem Jahr 2022. Anfangs des Films heißt es: „Im Zentrum dieser Doku steht eine Watergate-Whistleblowerin und Ehefrau eines US-Regierungsbeamten, die von der Nixon Regierung zum Schweigen gebracht werden sollte.“

## Inhalt
Im Jahr 1969 wurde Richard M. Nixon der 37. Präsident der Vereinigten Staaten von Amerika. Justizminister John N. Mitchell nannte er seinen engsten Berater. Dessen Ehefrau Martha hingegen empfand er als höllische Bedrohung. 1974 trat Nixon nach der Watergate-Affäre zurück. Er zeigte sich überzeugt davon, dass es ohne Martha Mitchell kein Watergate gegeben hätte.
Martha Mitchell äußerte im selben Jahr, dass Nixon für das Scheitern ihrer Ehe verantwortlich sei. Der Reporter will wissen, wieso und Mitchell erklärt, es sei schon von Anfang an so gewesen. 1968 hätten sie und ihr Mann in den Watergate Apartments in Washington gelebt. Ihre Welt sei in Ordnung gewesen. Ihren Mann habe der Präsident sehr gemocht. Sie seien Kanzleipartner gewesen und hätten sich sehr nahegestanden. Ihr Mann sei als Finanzanwalt tätig gewesen. Als er 1968 Nixons Wahlkampfmanager geworden sei, habe er keine Erfahrung in der Politik gehabt. Als Justizminister habe er sich dann mit den umstrittensten Fragen der damaligen Zeit befassen müssen. Ihr Mann sei wahrscheinlich einer der intelligentesten Männer des Landes oder sogar der Welt. Sie sei damals einfach nur Mrs. Mitchell gewesen und Washington in ihrer Wahrnehmung so etwas wie ein anderes Land. Es sei aber so, dass von ihr als Gattin eines Ministers viele Dinge verlangt worden seien. Sie habe etwas mehr Liebe in die Welt tragen wollen. Washington sei jedoch von Männern beherrscht, von weißen Männern im Weißen Haus. Frauen seien ins Nebenzimmer gegangen und hätten Kaffee getrunken, während die Männer die wichtigen Dinge besprochen hätten. Sie aber habe da nicht mitgespielt. Sie habe keine Frau sein wollen, die stumm im Hintergrund sitzt. Sie habe schon immer das gesagt, was sie gedacht habe.
Sobald Martha Mitchell ins Weiße Haus kam, herrschte dort Alarmstimmung. Martha war keine Frau, die sich, wie die anderen Frauen der Politiker, im Hintergrund hielt. Der Präsident wusste das, er mochte Frauen, allerdings keine lauten. Martha Mitchell erläutert, dass sie viel Spaß mit Nixon gehabt habe, er habe nie gewusst, ob sie es ernst meine oder nicht. Martha Mitchell hatte keine Scheu verschiedene Politiker anzurufen und dazu gehörte auch der Präsident, den sie „meinen Präsidenten“ nannte. Mitchell ließ dann auch schon mal verlauten, dass sie den Präsidenten ab und zu berate. Sie sagte auch, dass jemand, der in den USA für die gewaltsame Revolution plädiere, ausgewiesen werden müsse, wohin sagte sie nicht. So äußerte Martha Mitchell, dass Senator Fulbright gekreuzigt werden solle. Er verdiene auch seinen Namen nicht, er sei weder ganz klug, noch halb klug, sondern höchstens viertelklug. Obwohl Martha Mitchell für Nixon war, war sie doch völlig unabhängig. Ihr Mann sagte, er könne weder steuern, was seine Frau sage, noch was sie tue.
Die gesamte Regierung Nixon war seinerzeit total pressefeindlich. Martha Mitchell hingegen sorgte für viele Schlagzeilen und wurde durch ihre Art sozusagen über Nacht berühmt. Fast jeder Reporter der Stadt wollte sie interviewen. Über den Vietnamkrieg äußerte sie, dass er stinke. Nach dieser Aussage, wurde Mitchell aus der Air Force One verbannt. Martha Mitchells Kommentare insoweit waren für den Präsidenten mehr als unangenehm. Niemand sonst, der auch nur entfernt in Verbindung zur Regierung stand, hätte es gewagt, so etwas zu sagen.
Zwischen 1971 und 1973 schnitt Präsident Nixon heimlich seine Gespräche im Weißen Haus und US-Präsidialamt mit. Martha Mitchell wurde über hundertmal erwähnt. Der Präsident sagte, sie sei eine Nervensäge, die ihm Angst mache. Er ertrage das nicht. 1972 startete Nixon seiner Wiederwahl-Kampagne. Wiederum war John Mitchell sein Wahlkampfleiter. Und auch Martha Mitchell unterstützte den Präsidenten mit zahlreichen Wahlkampfauftritten.
Am späten Abend des 17. Juni 1972 kam es zum Watergate-Einbruch. Unmittelbar folgend wurden fünf Männer beim Versuch verhaftet, Abhörgeräte in der Wahlkampfzentrale der Demokraten zu installieren. Die Einbrecher drangen in das Büro ein, durchwühlten Akten und entfernten Unterlagen. Martha Mitchell erzählt, dass sie davon aus der Zeitung erfahren habe. Der Initiator des Einbruchs war der Republikaner James W. McCord, der als einer der Berater dem Komitee zur Wiederwahl von Präsident Richard Nixon angehörte. Der Zeitungsartikel stammte von Bob Woodward und Carl Bernstein.
Martha Mitchell erzählt, dass sie McCord gekannt habe, er sei einer ihrer Bodyguards gewesen und habe ihre Tochter zur Schule gefahren. Ihr Mann habe ihn zur Unterstützung seiner Familie angestellt. Es kristallisierte sich heraus, dass John Mitchell diesen stümperhaften Einbruch genehmigt hatte. Er leugnete jedoch jede Verbindung mit dem Vorfall. Martha Mitchell kam zu dem Ergebnis, dass man sie extra nach Kalifornien abgeschoben hatte wegen Watergate. Sie habe sofort zum Telefonhörer gegriffen, um herauszufinden, was los sei. Man habe ihr dann gegen ihren Willen eine Spritze verpasst und ihre „Gefangenschaft“ habe damit ihren Anfang genommen. Sicherheitsleute ihres Mannes hätten sie gefangen gehalten. Bis zu diesem Zeitpunkt sei sie Patriotin gewesen. Dieses Erlebnis habe alles verändert.
Nixons Hauptaugenmerk lag zu diesem Zeitpunkt wieder auf der Martha-Mitchell-Frage. Er war der Meinung, sein Freund John müsse sie irgendwie beruhigen oder einsperren. Sie dürfe sich nicht weiter äußern, sonst könnte das zu einem nationalen Problem werden. Martha Mitchell äußerte sich dahingehend, dass sie sich so lange von ihrem Mann trennen werde, bis er aus der Politik aussteige. Er müsse sich zwischen ihr und dem Präsidenten entscheiden. Sie liebe ihren Mann, werde solche schmutzigen Dinge aber nicht unterstützen. Dann wurden Gerüchte gestreut, dass es Martha Mitchell nicht gut gehe, dass Alkohol im Spiel beziehungsweise Martha psychisch krank/verrückt und völlig verwirrt sei. Einige Zeit später trat John Mitchell zurück, was er angeblich wegen seiner kranken Frau tat. Gerüchte schwirrten herum, dass Marthas Verwirrtheit offenbar schlimmer geworden sei. All das musste Martha Mitchell über sich in den Zeitungen lesen. Gekränkt und verletzt, wie sie war, musste sie sich eingestehen, dass sie aus irgendeinem Grund zum Schweigen gebracht werden sollte. Es gab aber auch Kundgebungen, die Freiheit für Martha Mitchell forderten. Auf der anderen Seite gab es große Zweifel: Dass man eine Frau in dieser Stellung wirklich gefangen halten könnte, erschien vielen abstrus.
Martha Mitchell zog sich nach diesen Erfahrungen aus der Politik zurück. Nixon hingegen gelang ein sogenannter Erdrutschsieg bei seiner Wiederwahl. Am 20. Januar 1973 wurde er als Präsident bestätigt. Das zentrale Thema seiner Regierungszeit war Hass. Er benutzte seine Macht gegen jeden, der ihm im Weg stand – so wie Martha Mitchell. Nach Nixons Wiederwahl wurde die Watergate-Story schnell vergessen. Wiederbelebt wurde sie erst durch McCord, der vor Gericht aussagte, dass es in der Watergate-Sache viel mehr zu berichten gäbe und dass John Mitchell umfassend über Watergate Bescheid wisse. Martha Mitchell, die offensichtlich nicht wusste, wie tief John Mitchell in diese Sache verstrickt war, war wütend auf Nixon, der ihrer Meinung nach ihren Mann in diese Lage gebracht habe. Sie äußerte den Medien gegenüber unverhohlen, dass ihr Mann nur Nixon schütze. In einem Gespräch mit Helen Thomas sprach sie als erste etwas aus, was später auch andere forderten, nämlich dass Nixon zurücktreten solle. Sie war der Überzeugung, dass der Präsident jederzeit gewusst habe, was ablaufe. Auf diese Bemerkung seiner Frau reagierte John Mitchell sehr ungehalten. Wenig später verließ John Mitchell seine Frau und wies dieser die Schuld daran zu. Es wurde weiter kolportiert, dass Martha Mitchell krank sei, ihr Mann sich aber nicht zu rechtlichen Schritten durchringen könne, um sie einweisen zu lassen. Nichtsdestotrotz wurde ein solcher Versuch zweimal unternommen. Martha Mitchell war der Überzeugung, dass man sie am liebsten habe umbringen lassen wollen, sie habe zu der Zeit ständig Todesangst gehabt. Als man Mitschnitte von Gesprächen im Weißen Haus sicherstellte, ging daraus hervor, dass Nixon und John Mitchell die Versuche, Mrs. Mitchell zu diskreditieren und als verrückt hinzustellen, gemeinsam geplant hatten. Es wurde auch klar, dass John Mitchell nicht wegen seiner Frau zurückgetreten war. Ihr Mann hatte sie zusammen mit Richard Nixon zu kontrollieren versucht, beide hatten auch genau geplant, wie Mitchell aus der Kampagne aussteigen sollte. Wie aus den Bändern hervorging, hatte John Mitchell schon zwei Jahre zuvor geäußert, dass man gegenüber der Presse eine Art Frankenstein erschaffen habe, womit er seine Frau meinte. Nach seiner Verurteilung, äußerte Mitchell, es hätte schlimmer kommen können, man hätte ihn ja auch verurteilen können, mit Martha Mitchell zusammenzuleben, insoweit sei er zufrieden.

## Produktion

### Produktionsnotizen

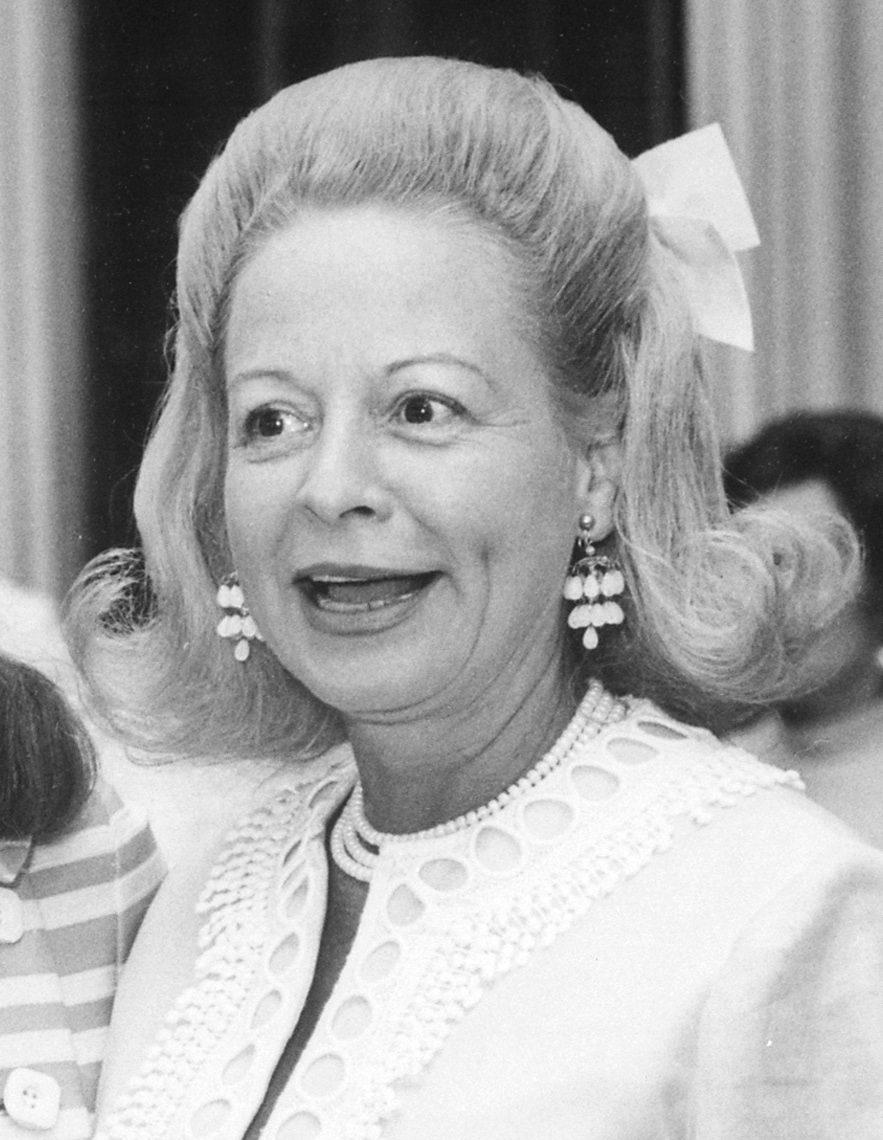
Martha Mitchell (1969)

Im Nachspann zum Film ist zu lesen: „Zum Gedenken an Florence E. Alvergue“. Es handelt sich um einen Film von Foothill Productions und Hazel Pictures für Netflix. Die deutschen Untertitel stammen von Anja Röger, TV Synchron Berlin GmbH, Betriebsleitung Thomas Wolfert, Produktionsleitung Juliane Naumann, Redaktion Inga Vietzen, Übersetzung Ferdinand Wenzel, Aufnahmeleitung Birgit Nikolaus.

### Hintergrund
Martha Mitchell (1918–1976) war in zweiter Ehe mit John N. Mitchell (1913–1988), dem Wahlkampfmanager Richard Nixons (1913–1994) und späteren Justizminister der Vereinigten Staaten, verheiratet. Ihre gegen Nixon und seine engsten Mitarbeiter erhobenen Vorwürfe stellten sich im Verlauf des Watergate-Skandals als wahr heraus.
Die Mitchells hatten eine Tochter und einen Sohn. Während ihre Tochter sich von Martha Mitchell abwandte und zum Vater hielt, hielt ihr Sohn zu ihr. Martha Mitchell erkrankte 1975 schwer, ihr Gesundheitszustand verschlechterte sich zusehends, ihr ging es finanziell schlecht, sie war in einen Unterhaltsrechtsstreit verwickelt. Ende Mai 1976 fiel sie infolge eines Multiplen Myeloms im fortgeschrittenen Stadium ins Koma und starb kurz darauf im Alter von 57 Jahren. Zu ihrer Beerdigung kamen beide Kinder; auch John Mitchell nahm daran teil. Anonym war ein Blumenarrangement mit weißen Chrysanthemen und der Aufschrift: „Martha hatte Recht“ übermittelt worden.
John Mitchell, der im Februar 1975 wegen Verschwörung, Behinderung der Justiz sowie Meineides zu einer mehrjährigen Gefängnisstrafe verurteilt worden war, verbüßte allerdings nur 19 Monate, bevor er auf Bewährung entlassen wurde. Richard Nixon wurde von seinem Nachfolger Gerald Ford 30 Tage nach dem Rücktritt begnadigt. 1988 prägt der Harvard-Psychologe Brendan Maher den Begriff „Martha-Mitchell-Effekt“. Damit werden Überzeugungen einer Person bezeichnet, die zunächst als Hirngespinste abgetan wurden, sich dann aber als richtig herausstellen.

### Veröffentlichung
Der Netflix-Film wurde am 17. Juni 2022 in folgenden Ländern im Internet veröffentlicht: Spanien, Argentinien, Norwegen, Vereinigte Staaten, in Rumänien wurde am 20. Januar 2022 veröffentlicht. In Deutschland war der Film ebenfalls ab dem 17. Juni 2022 zu sehen. Deutsche Untertitel werden eingeblendet. Gleichfalls am 20. Januar 2022 wurde der Film auf dem Sundance Film Festival vorgestellt.

## Kritik
Michael Gasch befasste sich mit dem Film bei film-rezensionen und stellte fest, die Netflix-Dokumentation versuche „nun Jahrzehnte später einen Blick hinter die Kulissen der damaligen Zeit zu werfen, um die Geschichte aus Sicht der einflussreichen Frau nachzuzeichnen, die für den Fall des Ex-Präsidenten mitverantwortlich gewesen“ sei. „Die 40-minütige Netflix-Doku“ mache „es sich so zum Ziel, für Aufklärung zu sorgen und die wohl einflussreichste Frau der damaligen Zeit unter die Lupe zu nehmen. Auch wenn die Zielgruppe eindeutig das US-amerikanische Publikum“ sei, so könne „man auch in Europa einiges mitnehmen“. „Da Martha Mitchell in die Geschichtsbücher“ eingegangen sei, „von der Doku jedoch nur mit einem Mindestmaß beleuchtet“ werde, könne man „leider von keiner herausragenden Produktion sprechen, was aber auch an der kurzen Laufzeit von 40 Minuten“ liege. Fazit: „Martha Mitchell war zu Präsident Nixons Zeiten wohl DIE einflussreichste Frau in politischen Gefilden. Die Netflix-Doku ‚The Martha Mitchell Effect‘ beleuchtet nun Jahrzehnte später ihre unfassbare Geschichte.“
Lily Smith äußerte bei Hollywoodgossip, dass der Dokumentarfilm durch die Verwendung von echtem Filmmaterial, Audioclips und Interviews sehr gut zusammengestellt sei. Man könne etwas über die amerikanische Geschichte lernen, was man vorher vielleicht nicht gewusst habe. Marthas Geschichte sei eine, die man kennenlernen sollte und empfehlenswert, wenn man sich für Politik, Drama oder Skandale interessiere. Inzwischen gelte Martha Mitchell als mutige Patriotin.
Bei Cenas de Cinema stellte der Journalist Marcus Benjamin Figueredo fest, wenn es eine Periode der amerikanischen Geschichte gebe, die ihn fasziniere, dann sei es die Nixon-Ära. Und das nicht nur wegen seiner geopolitischen Relevanz, wegen des Umgangs des Republikaners mit dem Vietnamkrieg oder wegen des Watergate-Skandals, sondern weil er jedes Mal erstaunt sei über die Größe seines Einflusses, der bis heute anhalte. Es gebe viele Herrscher in der heutigen Welt, die Züge der Persönlichkeit und Art, Politik zu betreiben, des ehemaligen republikanischen Präsidenten trügen. Es gebe, so sei seine Meinung, keinen besseren Clip (zumindest nicht in einem 40-Minuten-Film), um diesen Moment in der amerikanischen Politik zu beobachten und wie er sich in vielerlei Hinsicht fortsetze. Eine Erleichterung sei es auch, eine Dokumentation mit Archivmaterial im Netflix-Katalog zu sehen. Wenn es darum gehe, die Gegenwart zu verändern. liege die einzige Antwort darin, die Vergangenheit zu verstehen.
Jennie Kermode bewertete den Film auf der Seite Eye for Film und schrieb über Martha Mitchell, sie sei als Republikanerin zunächst eine starke Unterstützerin von Nixons politischer Agenda gewesen, aber sie habe an Ehrlichkeit, Anstand und die lebenswichtige Bedeutung von Transparenz in einer Demokratie geglaubt. Als ihr klar geworden sei, dass innerhalb des Nixon-Regimes etwas ernsthaft Zwielichtiges vor sich gegangen sei, habe sie angefangen sich zu äußern – und als sie damit angefangen habe, habe sie entdeckt, wie weit dieses Regime gehen würde, um seine Geheimnisse zu wahren. Dieser oscarnominierte Film könne Martha endlich die Gerechtigkeit zukommen lassen, die sie verdient habe. Seine Ambitionen seien jedoch größer. Es sei ein Beispiel dafür, wie leicht die Mächtigen die Medien nutzen könnten, um die Stimmen derer mit weniger sozialem Einfluss zu diskreditieren. Dies sei eine Einladung an die Zuschauer, kritischer über Menschen nachzudenken, die heute in den Medien verspottet werden würden.

## Auszeichnungen
Sundance Film Festival 2022
- nominiert für den Kurzfilmpreis der Jury in der Kategorie „Bester Kurzfilm“

Cinema Eye Honors Awards, US 2023
- nominiert für den Cinema Eye Honors Award Anne Alvergue und Debra McClutchy für und mit dem Film in der Kategorie „Hervorragender Dokumentar-Kurzfilm“

Academy Awards, USA 2023
- nominiert für den Oscar Beth Levison und Anne Alvergue für und mit dem Film in der Kategorie „Bester Dokumentar-Kurzfilm“